# Mot de passe : courage

Mot de passe : courage (titre original : The Password Is Courage) est un film britannique réalisé par Andrew L. Stone, sorti en 1962.
Le film est l'adaptation du livre de John Castle, Mot de passe « courage ». 

## Synopsis
Charles Coward, prisonnier de guerre britannique, est détenu dans un camp de prisonniers en Pologne et organise une évasion en masse.

## Fiche technique
- Titre : Mot de passe : courage
- Titre original : The Password Is Courage
- Réalisation : Andrew L. Stone
- Scénario : Andrew L. Stone et John Castle d'après le livre Mot de passe « courage » (The Password Is Courage) de John Castle paru dans la collection « Leur aventure » aux éditions J'ai lu (n°A38/39).
- Société de production : Metro-Goldwyn-Mayer
- Pays d'origine :  Royaume-Uni
- Genre : Comédie dramatique, Film de guerre
- Durée : 116 minutes
- Dates de sortie : États-Unis, 21 décembre 1962

## Distribution
- Dirk Bogarde : Sergent-Major Charles Coward
- Ed Devereaux : Aussie
- Olaf Pooley : le médecin
- Bernard Archard
- Reginald Beckwith
- Richard Carpenter
- Maria Perschy
- Nigel Stock
- Ferdy Mayne
- Lewis Fiander
- Alfred Lynch
- Richard Marner
- George Mikell
- George Pravda